# 多鱗盧博鮗
多鱗盧博鮗（學名：Lubbockichthys multisquamatus）為輻鰭魚綱鱸形目鱸亞目擬雀鯛科的其中一種，分布於中太平洋至東印度洋海域，深度0-65公尺，在水中體色呈現粉紅色，體長可達7.5公分，背鰭硬棘2枚；背鰭軟條25-26枚；臀鰭硬棘1-2枚；臀鰭軟條15-16枚，為熱帶海水魚，棲息在沿海珊瑚礁峭壁，生活習性不明，可做為觀賞魚。

## 擴展閱讀
維基物種上的相關：多鱗盧博鮗